# Storena caporiaccoi
Storena caporiaccoi is een spinnensoort in de taxonomische indeling van de mierenjagers (Zodariidae).
Het dier behoort tot het geslacht Storena. De wetenschappelijke naam van de soort werd voor het eerst geldig gepubliceerd in 1983 door Paolo Marcello Brignoli.